# Cadeia codogênica
Quando se refere à transcrição de DNA, a cadeia de codificação ou cadeia codogênica é a cadeia de DNA cuja sequência de bases corresponde à sequência de bases do transcrito de RNA produzido (embora com timina substituída por uracila). É esta cadeia que contém códons, enquanto a cadeia não-codificante contém anticódons. Durante a transcrição, a RNA Pol II liga-se à cadeia não codificante, lê os anticódons e transcreve a sua sequência para sintetizar o transcrito de RNA com bases complementares.
Por convenção, a cadeia de codificação é a cadeia usada para exibir uma sequência de DNA. É apresentado na direção 5' a 3'.

## Termos alternativos para cadeias
Onde quer que exista um gene numa molécula de DN|, uma cadeia é a cadeia codificante (ou cadeia de sentido) e a outra é a cadeia não codificante (também denominada cadeia antisentido, cadeia anticódica, cadeia modelo ou cadeia transcrita).

## Cadeias na bolha de transcrição
Durante transcrição, RNA polimerase desenrola uma pequena seção da dupla hélice de DNA perto do início do gene (o sítio de início da transcrição). Esta seção desenrolada é conhecida como bolha de transcrição. A RNA polimerase, e com ela a bolha de transcrição, viaja ao longo da cadeia não codificadora na direção oposta, direção 3' a 5', bem como polimeriza uma vertente recém-sintetizada em 5' a 3' ou direção a jusante. A dupla hélice de DNA é re-espiralada RNA polimerase na parte traseira da bolha de transcrição. Assim como dois zíperes adjacentes funcionam, quando puxados juntos, eles descompactam e recompactam, à medida que prosseguem em uma direção específica. Vários fatores podem causar a quebra da cadeia dupla de DNA; então, reordenar genes ou causar morte celular.

## Híbrido RNA-DNA
Onde a hélice é desenrolada, a cadeia de codificação consiste em bases não emparelhadas, enquanto a cadeia modelo consiste em um composto de RNA: DNA, seguido por um número de bases desemparelhadas na parte traseira. Este híbrido consiste nos mais recentemente adicionados nucleotídeo do transcrito de RNA, emparelhado complementarmente com a cadeia modelo. O número de pares de bases no híbrido está sob investigação, mas foi sugerido que o híbrido seja formado a partir dos últimos 10 nucleotídeos adicionados.